# Zaviralec fosfatidilinozitol 3-kinaze
Zaviralci fosfatidilinozitol 3-kinaze (zaviralci PI3K) so skupina učinkovin, ki zavirajo encim  fosfatidilinozitol 3-kinazo (nekateri samo določeno izoobliko tega encima) in se uporabljajo zlasti v zdravljenju napredovale oblike raka. PI3K je del celične signalne poti PI3K/AKT/mTOR, ki uravnava celične funkcije, kot sta celična rast in preživetje. V zdravih celicah je ta signalna pot strogo uravnavana, v številnih rakavih celicah pa je prekomerno aktivirana, kar rakavi celici omogoča hitrejšo rast in podvojevanje. Zaviralci PI3K preko zaviranja encima PI3K zavirajo signalno pot PI3K/AKT/mTOR in s tem upočasnijo rast rakavih celic. Gre za tarčna zdravila. Gre za učinkovita zdravila, vendar pa lahko povzročajo zelo hude neželene učinke in se zato uporabljajo v primerih, ko druga zdravila več ne delujejo ali za bolnika niso primerna.
Po večletnih preskušanjih različnih protirakavih učinkovin iz te skupine so za klinično uporabo kot prvega predstavnika zaviralcev PI3K odobrili idelalizib, ki so mu dovoljenhe za promet v Združenih državah Amerike podelili leta 2014. Sledilo je več drugih odobrenih zaviralcev PI3K, številni pa so še v razvoju.
Obstaja več razredov in izooblik encima fosfatidilinozitol 3-kinaze. Fosfatidilinozitol 3-kinaze razreda 1 imajo katalitično podenoto, imenovano p110, in znotraj razreda obstajajo štiri izooblike – p110 alfa (PIK3CA), p110 beta (PIK3CB), p110 gama (PIK3CG) in p110 delta (PIK3CD). Vsi zaviralci PI3K, ki so trenutno na trgu, zavirajo eno ali več p110-izooblik encima PI3K razreda 1. Posledica zaviranja različnih izoblik encima so različni učinki teh zdravil, na primer PTEN-negativni tumorji so bolj občutljivi na delovanje zaviralcev PIK3CB.
Zaviralce PI3K razvijajo tudi za druge indikacije poleg raka, na primer za zdravljenje vnetne pljučne bolezni, uporabljajo pa jih tudi v raziskovanju vloge signalne poti PI3K v staranju.

## Klinično odobrene učinkovine
- Idelalizib (pod zaščitenim imenom Zydelig) – zaviralec PIK3CD, ki ga je ameriški Urad za prehrano in zdravila odobril julija 2014 za zdravljenje treh vrst krvnega raka (v kombinaciji z rituksimabom za zdravljenje ponovljene ali na drugo zdravilo neodzivne kronične limfocitne levkemije ter kot samostojno zdravljenje limfoma malih limfocitov in folikularnega limfoma po vsaj dveh predhodnih linijah zdravljenja).[10] V Evropski uniji je zdravilo odobreno od septembra 2014;[17]
- kopanlizib (pod zaščitenim imenom Aliqopa) – zaviralec PIK3CA in PIK3CD, ki ga je FDA odobril septembra 2017 za zdravljenje folikularnega limfoma po vsaj dveh predhodnih linijah zdravljenja.[18] V Evropski uniji zdravilo ni registrirano, saj je podjetje umaknilo vlogo za odobritev zdravila zaradi potrebe po nadaljnjih analizah/podatkih za opredelitev koristi in tveganj;[19]
- duvelizib (pod zaščitenim imenom Copiktra) – zaviralec PIK3CD in PIK3CG, ki ga je FDA odobril septembra 2018 za zdravljenje ponovljene ali na predhodno zdravljenje neodzivne kronične limfocitne levkemije/limfoma malih limfocitov (po vsaj dveh predhodnih zdravljenjih) in za zdravljenje ponovljenega ali na predhodno zdravljenje neodzivnega folikularnega limfoma (prav tako po vsaj dveh predhodnih zdravljenjih).[20] Od maja 2021 je odobren tudi v Evropski uniji; [21]
- alpelizib (pod zaščitenima imenoma Piqray in Pivikto) – zaviralec PIK3CA, ki ga je FDA odobril maja 2019 za zdravljenje HR-pozitivnega in HER2-negativnega raka dojke, in sicer v kombinaciji s fulvestrantom.[22] Evropska agencija za zdravila je alpelizib odobrila julija 2020;[23]
- umbralizib (pod zaščitenim imenom Ukoniq) – zaviralec PIK3CD in kazein-kinaze CSNK1E), ki ga je FDA odobril februarja 2021 za zdravljenje ponovljenega ali na predhodno zdravljenje neodzivnega limfoma marginalne cone po vsaj dveh predhodnih linijah zdravljenja na osnovi anti-CD20 ter za zdravljenje ponovljenega ali na predhodno zdravljenje neodzivnega folikularnega limfoma po vsaj treh predhodnih linijah zdravljenja.[24][25] Kasneje, in sicer maja 2022, so umbralizib umaknili iz ameriškega tržišča zaradi novih neugodnih spoznanj glede učinkovitosti in varnosti.[26] Postopek pridobitve dovoljenja za promet v Evropski uniji so ustavili.[27]